# Усть-Вилюйское газоконденсатное месторождение
Усть-Вилюйское газоконденсатное месторождение — месторождение природного газа, расположенное на территории Кобяйского улуса в Республике Саха (Якутия) Российской Федерации. Относится к Лено-Вилюйской газонефтеносной провинции.
Считается, что с освоения Усть-Вилюйского месторождения началось развитие всей нефтегазовой промышленности Якутии.

## Освоение месторождения
Попытки доказать перспективность геологоразведки недр Сибирской платформы предпринимались ещё в конце 1920 — начале 1930-х годов. На основании сведений, собранных у местных жителей, вилюйский учитель и краевед П. Х. Староватов в своих письмах в геологические организации страны сообщал о проявлениях нефти и газа на водоразделе между Вилюем и Леной, а также в верховьях некоторых правых притоков Вилюя. Ещё до Великой Отечественной войны геолог Г. Э. Фришенфельд проявил интерес к Усть-Вилюйской складчатой структуре в Приверхоянском предгорном прогибе, а в 1941 году Н. Д. Цитенко нашёл здесь выход горючего газа. Со временем идея о нефтегазоносности территории Якутии была доказана, а также были обозначены перспективные в этом отношении районы — Среднеленский и Лено-Хатангский прогибы.
В 1951 году группой специалистов Якутской конторы разведочного бурения под руководством А. К. Боброва по заданию Министерства геологии СССР был составлен перспективный план поисковых и разведочных работ на нефть и газ Якутии. Наиболее перспективным регионом был признан Предверхоянский прогиб. С 1952 года в зоне Предверхоянья, на территории Кобяйского района начались поисково-разведочные работы. В 1953—1954 годах были заложены две первые глубокие скважины на участке «Китчанский» по правому берегу Лены, в 60 км от посёлка Сангар, давшие приток газа с глубины 1100—1300 м. Первые результаты, полученные к весне 1955 года, подтвердили положительную оценку перспектив Якутии в отношении нефти и газа, и в июле 1955 года в пределах Таас-Тумусской структуры была заложена ещё одна поисковая скважина Р-1. 15 октября 1956 года в результате аварии с глубины 1800—2000 метров произошёл мощный выброс газа.
В те дни газеты писали:

Скважина была аварийной: оборвался инструмент, который упал на дно забоя глубиной свыше двух тысяч метров. Время от времени дежурные проверяли устье скважины, но никаких признаков газопроявлений не наблюдалось, всё было спокойно. И вдруг рано утром произошёл выброс газа. Рабочие, находившиеся около вышки, были ошеломлены случившимся и, что греха таить, растерялись. Минут через тридцать скважина перешла на открытое фонтанирование. Струя газа с глинистым раствором, которым была заполнена скважина, достигала более сорока метров…
Аварийное фонтанирование не удавалось остановить более трёх месяцев: с 15 октября 1956 по 20 января 1957 года. Причинами были как огромная сила фонтана в 49-75 атмосфер, так и недостаточная подготовленность молодой газовой индустрии СССР, и особенно службы разведочного бурения в Якутии. Однако этот фонтан ознаменовал собой открытие крупного месторождения природного газа — Усть-Вилюйского газоконденсатного месторождения. На этом месте, на берегу реки Вилюй был основан первый посёлок газовиков — Промышленный.
Открытие и освоение Усть-Вилюйского газоконденсатного месторождения имело большое общественно-политическое и социально-экономическое значение. В конце 1950-х годов население и количество промышленных предприятий в столице республики — городе Якутске — увеличивалось интенсивными темпами. Остро встал вопрос обеспечения теплом и электроэнергией населения и всего градообразующего комплекса. В этой ситуации академик Н. В. Черский, в то время председатель президиума Якутского филиала СО АН СССР, один из первооткрывателей Лено-Вилюйской нефтегазоносной провинции Якутии, предложил поднять вопрос о газификации города Якутска. И уже в постановлении Совета Министров СССР № 213 от 28 августа 1959 года о семилетнем плане развития народного хозяйства СССР в 1959—65 гг. были предусмотрены строительство газопровода Усть-Вилюй — Якутск и газификация города Якутска.
Газопровод Таас-Тумус — Якутск — Покровск, строительство которого началось в 1963 году, стал первым в мире газопроводом, построенным на вечной мерзлоте. Он сооружался при температурах зимой до —50°С и сезонных колебаниях температур до 100°С. На участке длиной 150 км была применена надземная прокладка газопровода «змейкой» на специальных опорах. Магистраль газопровода строилась с двух сторон: от посёлка Промышленный — конечного пункта месторождения и от Якутска. Генеральным подрядчиком строительства стал один из крупнейших в СССР трест «Нефтепроводмонтаж», имевший опыт строительства трубопроводов в Коми АССР и на о. Сахалин.
Строительство газопровода успешно завершилось в 1967 году. 24 октября на 114-м километре от Промышленного был заварен последний шов трубопровода. 31 октября газ впервые поступил на промышленные и жилые объекты Якутска.
К концу года вся первая очередь газопровода Таас-Тумус — Якутск — Покровск, протяжённостью в 410 км, была сдана в эксплуатацию. Валовая добыча газа в 1970 году составила уже 184 млн куб. м..
В 1993 году в связи с истощением эксплуатация месторождения была прекращена. Накопленный отбор газа на то время составил 1963 млн куб. м. или 69 % от начальных запасов.